# Глобальна стратегія Європейського Союзу
Глобальна стратегія зовнішньої політики та політики безпеки Європейського Союзу, скорочено Глобальна стратегія Європейського Союзу (EUGS) — оновлена доктрина Європейського Союзу для підвищення ефективности оборони та безпеки Європейського Союзу та його держав-членів, захист цивільних осіб, співпраця між збройними силами держав-членів, управління імміграцією, кризи тощо. Прийнята 28 червня 2016 року, вона замінює Європейську стратегію безпеки 2003 року. EUGS доповнюється документом під назвою «План реалізації безпеки та оборони» (IPSD). Концепція стратегічної автономії є частиною Глобальної стратегії Європейського Союзу. Це стосується спроможності Європейського Союзу захищати Європу та діяти у військовій сфері в її сусідах, не надто покладаючись на Сполучені Штати. Ідея, що лежить в основі стратегічної автономії, оскільки вона інформує Європейську глобальну стратегію, полягає в тому, що європейці колективно мають спроможність і волю постояти за себе з точки зору безпеки та оборони.